# Sítios arqueológicos de Dianópolis e Natividade - Tocantins
O Estado do Tocantins é conhecido entre os arqueólogos e estudantes da área por ser extremamente rico em patrimônio arqueológico. Segundo dados do IPHAN (Instituto do Patrimônio Histórico e Artístico Nacional), autarquia do Governo Federal, até 2014, o Estado possuía cadastrado em seus bancos de informações 862 sítios arqueológicos. Além disso, a estadia humana nessas áreas é datada de 12 mil anos e é possível encontrar sítios líticos, cerâmicos e até pinturas rupestres.
No entanto, os sítios arqueológicos pré-coloniais de caráter lítico e cerâmico presentes na cidade de Natividade e Dianópolis, ambas oriundas do Tocantins, serão apresentadas de modo aprofundado, tendo em vista seu caráter significativo dentre todas as outras cidades com acervo arqueológico do Estado, além de um breve relato a respeito da história das cidades.

## História

### História de Natividade - TO

Mapa da localização do município de Natividade - Tocantins

A cidade leva esse nome em decorrência da devoção dos primeiros habitantes à Nossa Senhora de Natividade. Natividade é considerada a mais antiga do Estado, sua fundação remonta ao ano de 1734 quando a atividade mineradora do ciclo do ouro no século XVIII se expandiu para o interior do Tocantins e fundou, além desta, diversos outros municípios na região centro-oeste brasileira. Porém sabe-se que a ocupação humana é anterior a esta data fixada e pode chegar, no máximo, a 12 mil anos (datação dos sítios mais antigos do Tocantins), comprovado através da descoberta do sítio arqueológico de Cajá nesse município.
Em 1987, o IPHAN realizou o tombamento do conjunto arquitetônico, urbanístico e paisagístico de Natividade. Além do patrimônio arqueológico presente na cidade, há também o patrimônio arquitetônico com cerca de 250 imóveis dentro do perímetro tombado, contando com praças, largos e igrejas, dentre elas são Igreja de Nossa Senhora de Natividade, Igreja de São Benedito, Igreja de Nossa Senhora do Rosário dos Pretos. Ademais, o patrimônio imaterial é muito característico da cultura local, as festividades religiosas como Festejos do Divino Espírito Santo, Romaria Senhor do Bonfim e Padroeira Nossa Senhora da Natividade estão presentes na manifestação de fé todos os anos.

### História de Dianópolis - TO

Mapa da localização do município de Dianópolis - Tocantins

A cidade de Dianópolis é uma das mais antigas do Estado do Tocantins, seu início data do ano de 1750. Fundaram um povoado de lavradores, pecuaristas e mineradores na área em que estavam as aldeias dos indígenas Gueguês, Assus, Acroás, Xacribás e Xerentes, sendo os Xerentes os mais belicosos e os com maior número de pessoas. Os colonos solicitaram uma intervenção ao governador Dom Marcos de Noronha da Capitania de Goiás que enviou padres e jesuítas ao local com a missão de agrupá-los em aldeamentos e catequizá-los, foi então que surgiram os aldeamentos de Missões e Formiga. Cerca de 800 indígenas foram capturados à força e submetidos à violência

## Contexto Arqueológico

### Natividade - TO
Segundo dados do Cadastro Nacional de Sítios Arqueológicos (CNSA), Natividade possui apenas um sítio arqueológico com características pré-colonial composta por artefatos líticos e cerâmicos, que é o Sítio Arqueológico Cajá.
| Nome do sítio arqueológico | Artefatos                                                           | Estrutura                      | Pintura rupestre |
| -------------------------- | ------------------------------------------------------------------- | ------------------------------ | ---------------- |
| Sítio Arqueológico Cajá    | Pré-colonial com presença de artefatos líticos lascados e cerâmicos | Pouca concentração de cerâmica | Ausente          |

### Dianópolis - TO
Segundo dados do Cadastro Nacional de Sítios Arqueológicos (CNSA), Dianópolis possui 7 sítios arqueológicos pré-coloniais, sendo esses sítios possuidores de artefatos líticos e cerâmicos. Os sítios são: Sítio Morro Branco, Sítio Jatobá, Sítio Santa Maria, Sítio Missão-GO-PA-074-GO, Sítio Imperial, Sítio Açude II e Fazenda Palmeira.
| Nome do sítio arqueológico | Características                                                               | Estrutura                                              | Pintura Rupestre |
| -------------------------- | ----------------------------------------------------------------------------- | ------------------------------------------------------ | ---------------- |
| Sitio Missão-GO-PA-074-GO  | Pré-colonial com presença de artefatos líticos lascados e cerâmicos           | Foi uma área de combustão (fogueira) e de trincheiras  | Ausente          |
| Sítio Morro Branco         | Pré-colonial com presença de artefatos líticos lascados e cerâmicos           | Foi uma área de lascamento                             | (sem informação) |
| Sítio Santa Maria          | Pré-colonial com presença de artefatos líticos lascados e polidos e cerâmicos | (sem informação)                                       | (sem informação) |
| Sítio Jatobá               | Pré-colonial com presença de artefatos líticos lascados e cerâmicos           | (sem informação)                                       | (sem informação) |
| Sítio Imperial             | Pré-colonial com presença de artefatos líticos lascados e cerâmicos           | Foi uma área de lascamento                             | (sem informação) |
| Sítio Açude II             | Pré-colonial com presença de artefatos líticos lascados e cerâmicos           | Foi uma área de trincheiras e de alinhamento de pedras | (sem informação) |
| Sítio Fazenda Palmeira     | Pré-colonial com presença de artefatos líticos lascados e cerâmicos           | (sem informação)                                       | (sem informação) |

O programa SALTPALMEIRAS, autorizado pela Portaria n°137, de 11 de novembro de 2005, foi desenvolvido em decorrência da construção da Hidrelétrica Água Limpa e Areia, no rio Palmeiras, que abrange os municípios de Dianópolis e Novo Jardim (Tocantins) e objetivou a preservação do Patrimônio Arqueológico Regional. Foram identificados 12 sítios arqueológicos.
Outra pesquisa feita pelo SALTPALMEIRAS autorizada pela Portaria n°5, de 21 de janeiro de 2005, refere-se ao resgate do patrimônio arqueológico da região atingido pelo Complexo Hidrelétrico Palmeiras e ao salvamento dos vestígios materiais relacionados ao Estudo de Impacto Ambiental – EIA, na fase de levantamento e monitoramento pelo projeto arqueológico e que precisavam ser resgatados antes da implantação do empreendimento. Foram identificados 10 sítios arqueológicos, entre sítios cerâmicos, líticos e com manifestações rupestres.